# حارة غسان كنفاني (الشيخ عثمان)
حارة غسان كنفاني هي إحدى حارات حي عبود الواقع بمديرية الشيخ عثمان التابعة لمحافظة عدن، بلغ تعداد سكانها 1792 نسمة حسب تعداد اليمن لعام 2004.